# زیردریایی کی-۱۵۹
زیردریایی کی-۱۵۹ (به انگلیسی: Soviet submarine K-159) یک زیردریایی بود. این زیردریایی در سال ۱۹۶۳ ساخته شد.